# Aleksandr Černikov
Aleksandr Evgen'evič Černikov (in russo Александр Евгеньевич Черников?; Vyselki, 1º febbraio 2000) è un calciatore russo, centrocampista del Krasnodar.

## Caratteristiche tecniche
È un mediano.

## Carriera

### Club
Cresciuto nel settore giovanile del Krasnodar, ha esordito in prima squadra il 25 settembre 2019 disputando l'incontro di Kubok Rossii perso 1-0 contro il Nižnij Novgorod.

### Nazionale
Il 20 novembre 2023 esordisce in nazionale maggiore nell'amichevole vinta 8-0 contro Cuba.
Il 15 novembre 2024 realizza la sua prima rete per la massima selezione russa nel successo in amichevole per 11-0 contro il Brunei; nell'occasione ha pure indossato per la prima volta la fascia di capitano.

## Statistiche

### Cronologia presenze e reti in nazionale
| Cronologia completa delle presenze e delle reti in nazionale ― Russia | Cronologia completa delle presenze e delle reti in nazionale ― Russia | Cronologia completa delle presenze e delle reti in nazionale ― Russia | Cronologia completa delle presenze e delle reti in nazionale ― Russia | Cronologia completa delle presenze e delle reti in nazionale ― Russia | Cronologia completa delle presenze e delle reti in nazionale ― Russia | Cronologia completa delle presenze e delle reti in nazionale ― Russia | Cronologia completa delle presenze e delle reti in nazionale ― Russia |
| Data                                                                  | Città                                                                 | In casa                                                               | Risultato                                                             | Ospiti                                                                | Competizione                                                          | Reti                                                                  | Note                                                                  |
| --------------------------------------------------------------------- | --------------------------------------------------------------------- | --------------------------------------------------------------------- | --------------------------------------------------------------------- | --------------------------------------------------------------------- | --------------------------------------------------------------------- | --------------------------------------------------------------------- | --------------------------------------------------------------------- |
| 20-11-2023                                                            | Volgograd                                                             | Russia                                                                | 8 – 0                                                                 | Cuba                                                                  | Amichevole                                                            | -                                                                     | 60’                                                                   |
| 15-11-2024                                                            | Krasnodar                                                             | Russia                                                                | 11 – 0                                                                | Brunei                                                                | Amichevole                                                            | 1                                                                     | cap.                                                                  |
| 25-3-2025                                                             | Mosca                                                                 | Russia                                                                | 5 – 0                                                                 | Zambia                                                                | Amichevole                                                            | -                                                                     | 64’                                                                   |
| Totale                                                                |                                                                       | Presenze                                                              | 3                                                                     |                                                                       | Reti                                                                  | 1                                                                     |                                                                       |

## Palmarès
- Campionato russo: 1

Krasnodar: 2024-2025